# Айн-Дефля
Айн-Дефля (араб. عين الدفلى, фр. Aïn Defla) — місто на півночі Алжиру. Адміністративний центр однойменного вілаєту. Розташоване за 140 км на південний захід від столиці країни — м. Алжир.
| Алжир | Це незавершена стаття з географії Алжиру. Ви можете допомогти проєкту, виправивши або дописавши її. |